# تحليل انهيار فلزي
تحليل الانهيار الفلزي أو تحليل الفشل الميكانيكي الفلزي هو العملية التي يحدد فيها عالم الفلزات الآلية التي سببت فشل عنصر معدني ميكانيكيًّا. تتضمن أوضاع الفشل التقليدية أنواعًا عديدة من التآكل والضرر الميكانيكي. يقدر أن الكلفة السنوية المباشرة للتآكل وحده في الولايات المتحدة بلغت 276 مليار دولار، وهو ما يعادل نحو 3.1% من مؤشر الناتج المحلي الإجمالي في عام 1998. استمرت تكاليف التآكل بالارتفاع الشديد وأصبحت تكاليف التآكل الآن أكبر من تريليون دولارًا سنويًّا في الولايات المتحدة اعتبارًا من عام 2012.
تنهار العناصر المعدنية نتيجة الشروط البيئية التي تتعرض لها بالإضافة إلى الإجهادات الميكانيكية التي تطبق عليها. عادةً ما يسبب مزيج من كل من الشروط البيئية والإجهادات الفشل الميكانيكي. تصمم العناصر المعدنية لتحمل البيئة والإجهادات التي ستخضع لها. لا يشمل تصميم العنصر المعدني تركيبة عنصرية محددة وحسب، بل يشمل أيضًا إجراءات تصنيع محددة، كالمعالجة الحرارية، عمليات التشغيل، ...إلخ. تمتلك كل من المصفوفات الضخمة للمعادن المختلفة الناتجة خصائص فيزيائية فريدة. تصمم العناصر المعدنية بحيث تمتلك خصائص محددة لتجعلها أكثر متانة ومقاومة للظروف البيئية المتعددة. تشهد هذه الخصائص الفيزيائية المختلفة أوضاع فشل ميكانيكي فريدة. يأخذ تحليل الفشل الميكانيكي الفلزي بالحسبان أكبر كمية ممكنة من هذه المعلومات خلال عملية الدراسة. الهدف النهائي لتحليل الفشل الميكانيكي هو الخروج بتحديد للسبب الجذري وحل لأي مشاكل ضمنية لمنع حدوث فشل الميكانيكي في المستقبل.
يمكن تحليل قطعة تعرضت للانهيار عن طريق الاختبارات الإتلافية أو الاختبارات غير الإتلافية. تتضمن الاختبارات الإتلافية إزالة عنصر معدني من الخدمة وتشريحه لإجراء الدراسة والتحليل. تعطي الاختبارات الإتلافية محلل الفشل الميكانيكي القدرة على إجراء الدراسة في بيئة المختبر وإجراء اختبارات على المادة التي ستدمر العنصر في النهاية. الاختبارات غير الإتلافية طريقة اختبار تسمح بفحص خواص فيزيائية معينة للمعادن دون إخراج العينات من الخدمة بالكامل. تستخدم الاختبارات غير الإتلافية بشكل عام لكشف الفشل الميكانيكي في العناصر قبل أن يحدث بشكل كارثي.

## أوضاع الفشل الفلزي
لا توجد لائحة عيارية لأوضاع الفشل وفد يستخدم علماء الفلزات المختلفون أسماء مختلفة لنفس وضع الفشل. مصطلحات أوضاع الفشل المستخدمة أدناه هي الموافق عليها من قبل الجمعية الأمريكية للاختبارات والمواد، و/أو الجمعية الأمريكية للمعادن، و/أو الجمعية الوطنية لمهندسي التآكل كآليات فشل فلزي متمايزة.

### الناتج عن التآكل والإجهاد
- تصدع تآكل الإجهاد[5]
- تعب التآكل
- التصدع الكاوي (اصطلاح الجمعية الأمريكية للاختبارات والمواد)
- التقصف الكاوي (اصطلاح الجمعية الأمريكية للمعادن)
- تآكل الإجهاد (اصطلاح الجمعية الوطنية لمهندسي التآكل)
- تصدع الإجهاد الكبريتيدي (اصطلاح الجمعية الأمريكية للمعادن والجمعية الوطنية لمهندسي التآكل)
- التآكل المسرع بالإجهاد (اصطلاح الجمعية الوطنية لمهندسي التآكل)
- تصدع إجهاد الهيدروجين (اصطلاح الجمعية الأمريكية للمعادن)
- تصدع تآكل الإجهاد بمساعدة الهيدروجين (اصطلاح الجمعية الأمريكية للمعادن)

### الناتج عن الإجهاد
- التعب (مصطلح الجمعية الأمريكية للمعادن والجمعية الأمريكية لمهندسي للاختبارات والمواد)
- التحميل الميكانيكي الزائد
- الزحف
- التمزق
- التصدع (اصطلاح الجمعية الوطنية لمهندسي التآكل)
- التقصف

### الناتج عن التآكل
- تآكل الحت
- تنقر الأكسجين
- التقصف الأكسيجيني
- التصدع المحفز بالهيدروجين (اصطلاح الجمعية الأمريكية للمعادن)
- تقصف التآكل (اصطلاح الجمعية الأمريكية للمعادن)
- التحلل الهيدروجيني (اصطلاح الجمعية الوطنية لمهندسي التآكل)
- التصدع بمساعدة الهيدروجين (اصطلاح الجمعية الأمريكية للمعادن)
- تنقيط (تقرح) الهيدروجين
- التآكل